# Guillaume Le Signerre

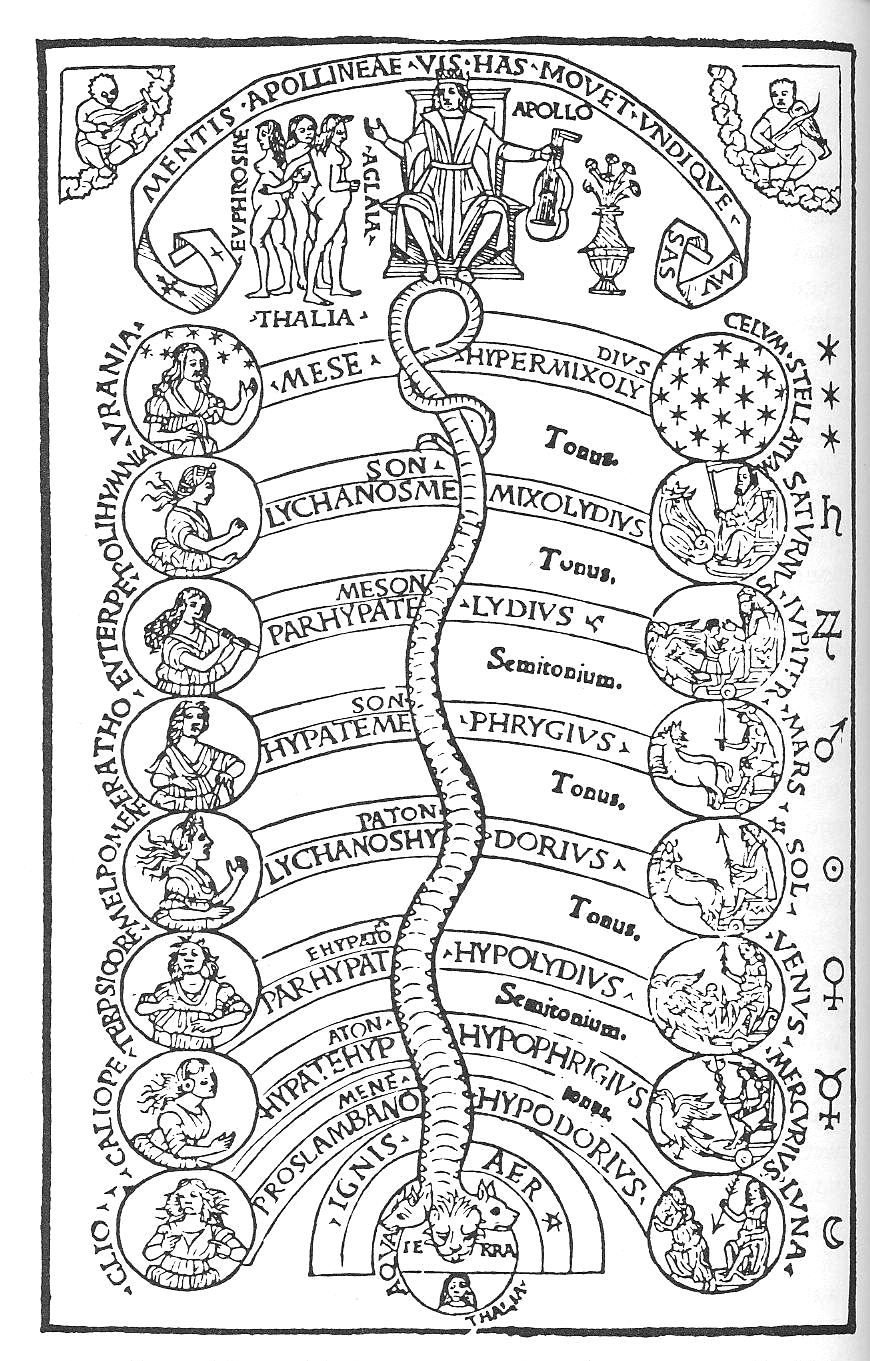
Frontispicio de la Practica Musicæ Franchini Gafori Laudems de Franchino Gaffurio (1496)

Guillaume Le Signerre o Guillaume de Signerre fue un editor y grabador francés afincado en Milán, activo entre 1496 y 1523. También se considera que podría ser el nombre de dos hermanos de igual nombre o que trabajarían con ese nombre.

## Biografía
Originario de Ruán, desarrolló su labor en Milán. Se dedicó a la impresión de libros que ilustraba él mismo, entre los que destaca la Practica Musicæ Franchini Gafori Laudems de Franchino Gaffurio (1496), donde ilustró el frontispicio con las Musas y los Planetas, así como las orlas que decoran el libro.
Otras obras suyas son: Specchio dell'anima (1498), con 78 ilustraciones; De re coquinaria de Marco Gavio Apicio (1498); la primera edición de la Opera de Cicerón (1498-1499); Aureum opus de veritate contritionis de Giovanni Lodovico Vivaldi (1503), donde realizó un San Jerónimo arrodillado ante la Cruz; y las Facezie de Piovano Arlotto (1523). En Opus reale realizó las imágenes de san Luis y santo Tomás de Aquino, así como un retrato del marqués de Saluzzo. También publicó una Vida de santa Verónica, formada por diez estampas.